# Batallón de Ingenieros 601
El Batallón de Ingenieros 601 (B Ing 601) es una unidad táctica de ingenieros del Ejército Argentino con asiento de paz en Campo de Mayo y con dependencia orgánica de la Agrupación de Ingenieros 601.

## Reseña
En 2020 prestó apoyo en la operación de protección civil Belgrano con tareas de apoyo a la comunidad y ayuda humanitaria desplegada por las Fuerzas Armadas de la Nación durante la pandemia de COVID-19 en la Argentina y bajo la conducción del Estado Mayor Conjunto junto con el Ministerio de Defensa.
En 2024 la unidad táctica participó del ejercicio Soberanía realizado en Paraná y Santa Fe, construyendo un puente M4T6 en el río Paraná.